# Conde de Serém
O título de Conde de Serém foi criado por carta de 18 de Abril de 1643 do rei D. João IV de Portugal a favor de D. Fernando Mascarenhas.
Duas pessoas usaram o título:

## Titulares
1. D. Fernando Mascarenhas, 1.º conde de Serém, 10.º marechal de Portugal.
2. D. Jorge Mascarenhas, 2.º conde de Serém, 11.º marechal de Portugal.

O título encontra-se actualmente extinto.